# Kristdemokraternas partiledare
Kristdemokraternas partiledare är partiledare för Kristdemokraterna och fungerar som partiets ordförande. Nuvarande partiledare för Kristdemokraterna är Ebba Busch.

## Lista över Kristdemokraternas partiledare
| Bild | Namn           | Ämbetstid |
| ---- | -------------- | --------- |
|      | Birger Ekstedt | 1964–1972 |
|      | Alf Svensson   | 1973–2004 |
|      | Göran Hägglund | 2004–2015 |
|      | Ebba Busch     | 2015–     |